# Joaquín Blume

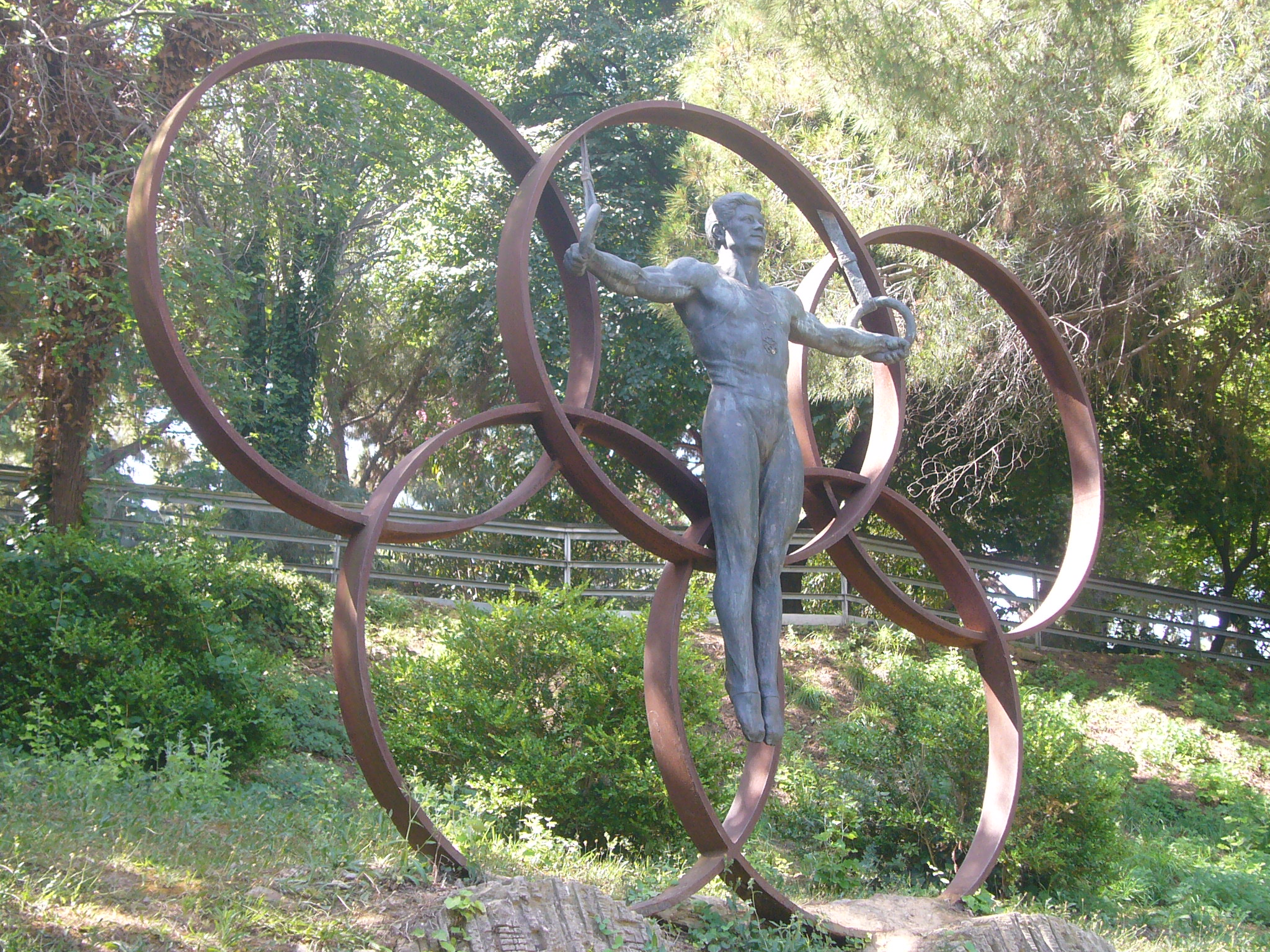
Statue des Turners Joaquim Blume, von Nicolau Ortiz (1966), im Park Joan Brossa, Barcelona.

Joaquín Blume (* 21. Juni 1933 in Barcelona; † 29. April 1959 in der Provinz Teruel) war ein spanischer Turner und Namensgeber für das Internationale Festival Blume Gran Canaria.

## Leben

### Herkunft
Joaquin wurde 1933 als Sohn eines deutschen Turnlehrers aus Bremen und einer katalanischen Pianistin in Barcelona geboren. Der Vater war Chef eines "Gimnasios" (Turnschule), damals für Spanien eine Neuerung. Er praktizierte Turnen nach den klassischen Grundsätzen deutscher Turnregeln und skandinavischer Erkenntnisse, als Optimum der Leibesübungen, in strikter Disziplin und harmonischer Körperbeherrschung. Schon früh trainierte er auch seinen Sohn in dieser Sportart; der Erfolg war überwältigend, Achim wurde bald Champion seiner Schule.
Nach Ausbruch des spanischen Bürgerkrieges übersiedelten die Blumes zuerst nach Bayern, dann nach Hannover, wodurch Joaquin dreisprachig aufwuchs – spanisch, katalanisch und deutsch. Nach 1939 gelang es der Familie, wieder nach Spanien zurückzukehren.

### Tod
Am 29. April 1959, auf dem Flug Barcelona – Madrid, stürzte Joaquin Blume in einer DC-3 der Iberia zusammen mit seiner Frau und anderen Sportkameraden bei extremen Witterungsbedingungen in einer unwegsamen Bergregion der Provinz Teruel unweit des Dorfes Valdemeca (170 km von Madrid entfernt) ab. Es gab keine Überlebenden.
Ziel seiner Flugreise war Las Palmas, wo er das 1. Gran Canaria-Festival eröffnen sollte.

## Sportliche Erfolge
Im Alter von 15 Jahren wurde er spanischer Meister im Turnen. 1952 stellte sich der Spanier erstmals bei den Olympischen Spielen in Helsinki vor. Er belegte im Mehrkampf den 56. Platz. Dann bremste die Politik seine Karriere: Weil 1956 sowjetische Truppen in Ungarn eingriffen, sagte Spanien die Olympiateilnahme in Melbourne 1956 ab. Ein Jahr später war Joaquin Blume bei den zweiten Turn-Europameisterschaften im Geräteturnen, die vom 20. – 21. Mai 1957 in Paris stattfanden, bester Mehrkämpfer und schlug den favorisierten Russen Juri Titow, den späteren langjährigen FIG-Präsidenten. Zudem gewann er die Goldmedaillen am Pauschenpferd, an den Ringen und am Barren. Am Reck belegte er den zweiten Platz.